# Gekkan Shōnen Ace
Gekkan Shōnen Ace (jap. 月刊少年エース, Gekkan Shōnen Ēsu) ist ein japanisches Manga-Magazin.
Das Magazin erscheint jeden Monat am 26. beim Kadokawa-Shoten-Verlag zu einem Preis von 590 Yen. Den Hauptteil des knapp 1000-seitigen Magazins machen verschiedene Kapitel von Manga-Serien und Manga-Kurzgeschichten aus.
Das Magazin wurde 1994 gegründet und konnte zunächst nur mäßigen Erfolg aufweisen. Als die Veröffentlichung des zur populären Anime-Serie Neon Genesis Evangelion gleichnamigen Mangas Mitte der 1990er im Shōnen Ace begann, stiegen die Verkaufszahlen stark. Aufgrund des Erfolges von Neon Genesis Evangelion folgten weitere Manga-Serien, die auf Animes basieren.
2005 war das Shōnen Ace eines der wenigen Manga-Magazine, die eine höhere Auflagenzahl als im Vorjahr aufweisen konnten. 2009 betrug die Auflage pro Ausgabe 83.334.

## Serien (Auswahl)
- Angelic Layer von CLAMP
- Angeloid von Sū Minazuki
- Anne Freaks von Yua Kotegawa
- Armed Girl’s Machiavellism von Yūya Kurokami und Karuna Kanzaki
- Big Order von Sakae Esuno
- B'tX von Masami Kurumada
- Brain Powerd von Yukiru Sugisaki
- Cicatrice the Sirius von Shinichiro Takada
- Deadman Wonderland
- Eureka Seven
- Gamers! von Tsubasa Takahashi
- Girls Bravo von Mario Kaneda
- Goth von Kendi Oiwa
- Dog & Scissors von Kamon Ōba
- Mail – Botschaften aus dem Jenseits von Housui Yamazaki
- MPD Psycho von Eiji Ōtsuka und Sho-U Tajima
- Neon Genesis Evangelion von Yoshiyuki Sadamoto (bis Oktober 2007, seit Juli 2009 im Young Ace)
- Plunderer – Die Sternenjäger von Sū Minazuki
- Samurai Champloo von Masaru Gotsubo
- Sgt. Frog von Mine Yoshizaki
- Smokin’ Parade von Jinsei Kataoka und Kazuma Kondou
- The Vision of Escaflowne von Katsu Aki
- Welcome to the N.H.K. von Kendi Oiwa